# Campionat d'Anglaterra de rugbi a 15 2021-2022
El Campionat d'Anglaterra de rugbi a 15 2021-2022 on els vigents campions són els Harlequins que defensen llur títol aconseguit la temporada passada, s'inicià el 17 de setembre del 2021 i s'acabarà el 18 de juny del 2022.

## Resultats
| Clubs              | BR      | BB      | ER      | GRFC    | H       | LT      | LI      | LW      | NF      | NS      | SS      | S       | WW      |
| ------------------ | ------- | ------- | ------- | ------- | ------- | ------- | ------- | ------- | ------- | ------- | ------- | ------- | ------- |
| Bath Rugby         |         |         | 16 – 23 |         |         |         |         | 17 – 27 | 13 – 20 |         |         | 17 – 71 |         |
| Bristol Bears      | 25 – 20 |         |         |         |         |         |         |         |         | 20 – 36 |         | 9 – 26  | 27 – 5  |
| Exeter Rugby       |         |         |         |         |         |         | 21 – 33 |         | 14 – 15 | 24 – 26 |         | 18 – 15 | 42 – 5  |
| Gloucester RFC     |         | 27 – 10 | 13 – 16 |         |         | 26 – 33 |         |         | 29 – 20 |         | 33 – 32 |         |         |
| Harlequins         | 31 – 17 | 52 – 24 |         |         |         |         | 19 – 22 |         |         |         |         | 22 – 29 | 35 – 29 |
| Leicester Tigers   | 40 – 23 |         | 34 – 19 |         | 16 – 14 |         |         |         |         |         | 19 – 11 | 13 – 12 |         |
| London Irish       |         | 33 – 45 |         | 25 – 25 |         | 16 – 21 |         |         | 43 – 21 |         | 31 – 31 |         |         |
| London Wasps       |         | 44 – 8  | 23 – 27 | 33 – 35 | 16 – 26 |         |         |         |         | 26 – 20 |         |         |         |
| Newcastle Falcons  |         | 13 – 5  |         |         | 20 – 26 |         |         | 18 – 14 |         |         |         |         | 24 – 24 |
| Northampton Saints | 40 – 19 |         |         | 34 – 20 |         | 26 – 55 | 23 – 21 |         |         |         |         |         | 66 – 10 |
| Sale Sharks        | 20 – 19 |         | 15 – 25 |         | 28 – 22 |         |         |         |         | 30 – 6  |         |         |         |
| Saracens           |         |         |         |         |         |         | 34 – 34 | 56 – 15 | 37 – 23 |         | 25 – 14 |         |         |
| Worcester Warriors |         |         |         | 23 – 31 |         | 3 – 48  | 36 – 24 | 32 – 31 |         |         | 27 – 14 |         |         |